# Jillian Hall
Jillian Faye Hall, nata Jillian Faye Fletcher (Ashland, 6 settembre 1980), è una wrestler e cantante statunitense, nota per i suoi trascorsi nella World Wrestling Entertainment tra il 2005 e il 2010.
In carriera ha detenuto una volta il WWE Divas Championship.

## Carriera da wrestler

### Gli inizi (1998–2003)
Jillian Hall fu allenata da Dave Finlay nella sua scuola di wrestling professionale. Debuttò nel wrestling nel 1998, lottando nel circuito indipendente con il nome Macaela Mercedes. Vinse numerosi titoli femminili, come il Southern States Wrestling's Women's Championship, oltre a lottare per diverse promozioni di wrestling femminile, tra cui G.L.O.R.Y., Professional Girl Wrestling Association, e Women's Wrestling Alliance (WWA), detenendo sia il WWA Women's Championship che il PGWA Championship. In seguito lottò per altre compagnie, come la Hoosier Pro Wrestling (HPW), la Canadian International Wrestling (CIW) e la Mid–States Championship Wrestling (MCW), dove conquistò svariati titoli. Il suo più grande successo nel circuito indipendente è stato nella Superstar Wrestling Federation (SWF), in cui ha detenuto il titolo femminile della SWF e ha anche partecipato a numerosi Intergender Match. Vinse il titolo di SWF Tag Team per due volte, una volta con Tiny Tim e una volta con Randy Allen.
Nel 2002 e all'inizio del 2003, Mercedes lottò regolarmente per la Apocalypse Wrestling Federation e Wrestle And Respect, dove ingaggiò una rivalità con "Fabulous Firebird" Phoenix per il G.L.O.R.Y. Ladies' Wrestling Championship. Il 23 gennaio 2003 vinse il titolo, sconfiggendo Phoenix.

### Ohio Valley Wrestling (2003–2005)
A metà del 2003 arrivò nella Ohio Valley Wrestling. Firmò un contratto con la WWE nel marzo 2004 ma rimase nella OVW, dove lottò come face fino al settembre dello stesso anno. In quel periodo si sottopose a un'operazione di mastoplastica additiva e la federazione decise di portare sul ring quanto accaduto nella vita reale, trasformando il tutto in una storyline: Jillian infatti recitò la parte di una ragazza traumatizzata dall'operazione, diventando heel e dando segni di psicosi. Nel suo ultimo periodo nella OVW, si unì alla guardia del corpo Melissa Coates ed insieme fecero da manager a Chad e Tank Toland, conosciuti anche come The Blond Bombers o The Toland Brothers.

### World Wrestling Entertainment (2005–2010)

#### Ruolo di manager e varie faide (2005–2007)
Debuttò sui ring WWE a SmackDown! il 28 luglio 2005 con la gimmick della responsabile d'immagine degli MNM; attraverso il suo ruolo, riuscì a far ottenere alla stable un servizio fotografico per la copertina dell'allora SmackDown! Magazine. Accompagnò inoltre Melina nel suo match con Torrie Wilson, mostrando una strana escrescenza su una delle guance (kayfabe), la cui natura fu costantemente oggetto di speculazioni da parte degli annunciatori. Tale escrescenza, inoltre, portò la lottatrice a indossare una fascia che la coprisse durante i suoi match. Il 4 agosto seguente aiutò Joey Mercury e Melina a vincere contro Sharmelle e Booker T.

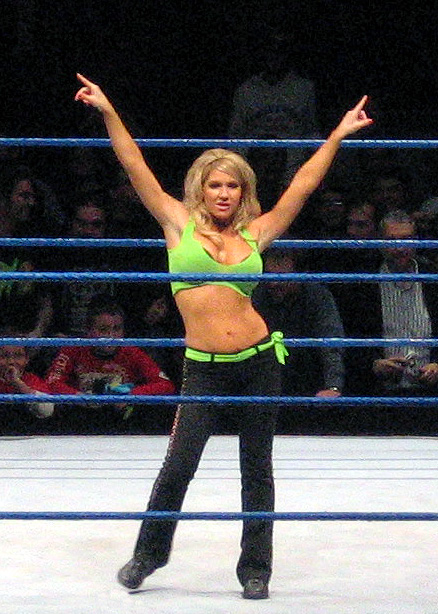
Jillian Hall nel 2006

Il 16 settembre venne assunta da John Bradshaw Layfield come sua assistente, che chiese di aiutarlo a ristabilire la sua reputazione dopo aver perso contro Rey Mysterio. Durante quel periodo ebbe il suo primo feud in federazione con Stacy Keibler, che condusse le due in un match (vinto da Jillian) a Velocity il giorno 29 ottobre. Al fianco di JBL, ebbe un ruolo fondamentale nell'allora faida tra quest'ultimo e The Boogeyman, il quale le staccò a morsi l'escrescenza dal volto nella puntata di SmackDown! del 13 gennaio 2006. Il suo ruolo da assistente finì a Wrestlemania 22, dopo aver aiutato JBL a conquistare il WWE United States Championship contro Chris Benoit. Poco dopo venne licenziata a causa di incomprensioni.
Jillian divenne così face ed iniziò un feud con Melina, che sconfisse definitivamente nell'edizione 2006 di Judgement Day. In una puntata di SmackDown! riuscì a battere Kristal Marshall. Durante l'estate si alleò con Ashley e diede vita a una nuova rivalità con Michelle McCool e Kristal Marshall. A The Great American Bash prese parte ad un Fatal Four Way Bra & Panties Match, vinto da Ashley. A SmackDown! perse contro Michelle McCool, e dopo quattro settimane venne sconfitta anche da Kristal Marshall. Ad ottobre partecipò ad una Halloween costume Battle Royal, vinto da Kristal. Ad Armageddon partecipò a una gara di ballo con Ashley, Kristal e Layla. Inoltre, perse un match di coppia insieme a Kristal contro Ashley Massaro e Layla.
Nel gennaio 2007 tornò nuovamente heel ed iniziò un feud con la ex amica Ashley, incentrato sulla gelosia di Jillian per il successo riscontrato a dopo la comparsa dalla rivale sulla rivista Playboy. Hall volle dimostrare al pubblico di avere altre doti fuori dal ring ed iniziò a cantare in maniera pessima durante gli show. Provò, invano ad entrare a far parte del nuovo video di Timbaland e per questo attaccò ferocemente Ashley, una delle prescelte, negli spogliatoi rompendole (kayfabe) la caviglia con un estintore. L'incidente dello spogliatoio diede il via a un feud con Michelle McCool, accorsa in aiuto di Ashley.

#### Passaggio aRawe alleanza con Melina (2007–2008)

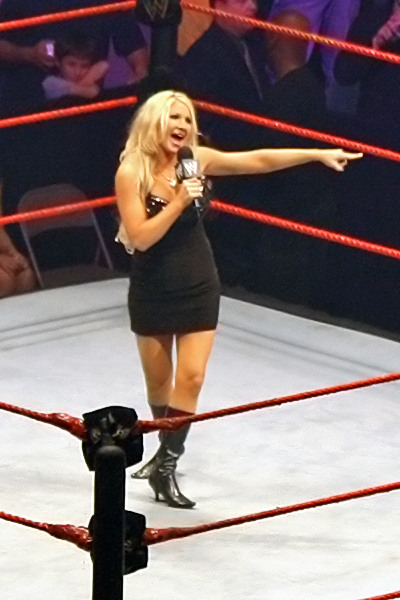
Jillian Hall nel novembre del 2007

Il 17 giugno 2007, per effetto della Draft Lottery, Jillian passò dal roster di SmackDown! a quello di Raw. Arrivata nel "roster rosso", cominciò un feud in coppia con Melina contro la campionessa Candice Michelle. Prese poi parte a diversi match di coppia contro Mickie James, Candice Michelle e Maria. Iniziò anche un'angle con l'annunciatrice di Raw Lilián García, a causa della gelosia per la sua carriera da cantante di successo. Ad ottobre stabilì un'alleanza con Melina e il duo competé insieme in diverse occasioni durante la fine dell'anno. In seguito partecipò alle Survivor Series in un 10 Divas Tag Team Match con Melina, Layla, Victoria e l'allora campionessa Beth Phoenix. Il 10 dicembre, durante il 15º anniversario di Raw, fu protagonista di uno sketch sul ring insieme a Trish Stratus e Lita, che l'attaccarono.
All'inizio del 2008 continuò la sua alleanza con Melina, sia collaborando con lei che accompagnandola sul ring in numerose occasioni. A metà dell'anno, Hall iniziò una rivalità con Mickie James e Kelly Kelly, collaborando con più partner, tra cui Layla e Katie Lea Burchill. Continuò ad avere una rivalità con Kelly Kelly per tutto il mese di ottobre, e fece parte della squadra vincente in un Raw vs SmackDown 10-Wrestler Tag Team Elimination Match alle Survivor Series in novembre, anche se fu eliminata da Maria. Il 29 dicembre, a Raw, Jillian partecipò a una Battle Royal per diventare prima contendente al WWE Women's Championship di Beth Phoenix al pay-per-view Royal Rumble, ma venne eliminata da Mickie James.

#### Divas Champion (2009–2010)
Nel gennaio 2009 formò un'alleanza con la campionessa femminile Beth Phoenix per affrontare Kelly Kelly e l'ex alleata Melina in un match di coppia, che Phoenix e Hall vinsero grazie all'interferenza di Rosa Mendes, socia di Phoenix. Il 5 aprile, a WrestleMania XXV, Jillian Hall prese parte alla 25-Diva Battle Royal, vinta da "Santina" Marella, e continuò a competere in match di coppia per tutto aprile e maggio. Hall prese poi una breve pausa dal ring, ritornando il 3 agosto, al fianco di Beth Phoenix per sconfiggere Mickie James e Gail Kim.
Nell'edizione di Raw del 12 ottobre, Jillian sconfisse Mickie James conquistando il WWE Divas Championship; poco dopo, però, venne sconfitta da Melina perdendo la cintura. Perse anche il rematch valido per il titolo, e successivamente si alleò con Chavo Guerrero contro Melina e Santino Marella, che vinse contro Chavo alle Survivor Series.
Jillian apparse sporadicamente per tutto il 2010, partecipando soprattutto nei Tag Team Match. Il 2 ottobre, annunciò di volersi prendere una pausa dalla televisione poiché era stata assegnata come allenatrice per il territorio di sviluppo della WWE Florida Championship Wrestling. Il 19 novembre il suo contratto con la federazione terminò e venne quindi rilasciata.

#### Apparizioni sporadiche (2019–2021)
Il 22 luglio 2019 apparve nel backstage della WWE durante la speciale edizione di Raw Reunion.
Nel gennaio del 2021 tornò in WWE prendendo parte alla Royal Rumble femminile dell'omonimo pay-per-view.

### Ritorno al circuito indipendente (2010–presente)
Dal 2010 iniziò a gareggiare nuovamente nel circuito indipendente, dove vinse vari titoli.
Tra il 2012 e il 2013 collaborò anche con la Total Nonstop Action in diverse occasioni, battendosi con Tara e Velvet Sky.

## Carriera da cantante
Jillian Hall pubblicò il suo primo album A Jingle with Jillian l'11 dicembre 2007 su iTunes a livello nazionale, con all'interno cinque cover di canzoni della tradizione natalizia. Poco dopo la sua uscita, l'album raggiunse il 20º posto nella UK Holidays Top 100.

## Vita privata
Da adolescente era una cheerleader e prese lezioni di ginnastica. Dopo il diploma di scuola superiore, frequentò l'università, ma l'abbandonò per allenarsi come lottatrice professionista. A diciannove anni, cambiò legalmente il suo cognome da Fletcher a Hall. Era una fan di Rick Martel.
Jillian ebbe dal primo marito, Mike Farole, sposato a Las Vegas il 10 settembre 2010, una figlia di nome Elizabeth. Nel febbraio 2011 annunciò di essere incinta, subendo poco dopo un aborto spontaneo a 14 settimane di gravidanza.
Il 23 aprile 2012 venne arrestata nella Contea di Orange, in Florida, accusata di aggressione. A seguito del suo arresto, venne riferito che la Hall si era separata dal marito.
Nell'agosto del 2019 Jillian annunciò di essere nuovamente incinta del suo attuale marito. La figlia Violet Elise Farrow nacque il 3 marzo 2020.

## Personaggio

### Mosse finali
- Hall Drop (Full nelson facebuster)
- Jillian Splash (450º splash)

### Musiche d'ingresso
- Toxic di Britney Spears (OVW; 2003–2005)
- Move it Up di Billy Lincoln (WWE; 2005–2006)
- Longhorn di Jim Johnston (con JBL) (WWE; 2005–2006)
- Top Spin di Adam Salkeld (WWE; 2006–2007)
- Sliced Bread di Jillian Hall (WWE; 2007–2010)

### Wrestler di cui è stata manager
- Joey Mercury
- John "Bradshaw" Layfield
- Johnny Nitro
- Melina

### Nei videogiochi
Il personaggio di Jillian Hall è selezionabile nei seguenti videogiochi:
- WWE SmackDown vs. Raw 2007
- WWE SmackDown vs. Raw 2009

## Titoli e riconoscimenti
Blue Water Championship Wrestling
- BWCW Women's Championship (1)

Canadian International Wrestling
- CIW Indy Women's Championship (1)

GLORY Wrestling
- GLORY Championship (1)

Hoosier Pro Wrestling
- HPW Cruiserweight Championship (1)
- HPW Ladies' Championship (1)

Mid-States Championship Wrestling
- MCW Mid-American Championship (1)

Professional Girl Wrestling Association
- PGWA Championship (1)

Pro Wrestling Illustrated
- 24ª tra le 50 migliori wrestler femminili nella PWI Female 50 (2010)

Pro Wrestling Xtreme
- PWX Women's Championship (1)

Southern States Wrestling
- SSW Women's Championship (1)

Superstar Wrestling Federation
- SWF Tag Team Championship (2) – con Pyro (1) e con Randy Allen (1)
- SWF Women's Championship (1)

Women's Wrestling Alliance
- WWA Women's Championship (1)

World Wrestling Entertainment
- WWE Divas Championship (1)

Wrestling Observer Newsletter
- Worst Gimmick (2005)